# Astrocaneum
Astrocaneum is een geslacht van slangsterren uit de familie Gorgonocephalidae.

## Soorten
- Astrocaneum herrerai (A.H. Clark, 1919)
- Astrocaneum spinosum (Lyman, 1875)